# حليم عبد المسيح الضبع
حليم عبد المسيح الضبع (بالإنجليزية: Halim El-Dabh)‏ (4 مارس 1921 - 2 سبتمبر 2017) هو موسيقار مصري يحمل الجنسية الأمريكية، مؤدي، عالم موسيقى الشعوب ومعلم موسيقى ذو سيرة تمتد على مدى ستة عقود. حليم الضبع معروف بشكل خاص لعمله الطلائعي في الموسيقى الإلكترونية، لتأليفه في عام 1944 أول عمل للموسيقى الإلكترونية على شريط موسيقى، وتحديدا حفل موسيقي صوتي إلكتروني، ولاحقا لعمله المؤثر في مركز موسيقى الحاسوب الإلكترونية في كولومبيا-برينستون بين نهايات الخمسينات وبدايات الستينات من القرن المنصرم.

## بداياته
ولد وترعرع حليم الضبع في السكاكيني في مدينة القاهرة لعائلة قبطية مسيحية ميسورة كانت قدمت من أبو تيج في محافظة أسيوط في صعيد مصر. وكان اسم عائلته الضبع ليس بالإسم الغير مألوف. في عام 1932 انتقلت عائلته إلى مصر الجديدة أو هيليوبولس. ودرس حليم متبعا خطى والده المهنية الزراعة ليتخرج عام 1945 من جامعة فؤاد الأول (التي أصبحت اليوم تعرف باسم جامعة القاهرة) بشهادة الهندسة الزراعية. إلا أن حليم كان يدرس ويؤدي ويؤلف الموسيقى على الهامش. وبالرغم من أن دخله الأساسي كان ممن عمله كمستشار زراعي، إلا أنه حظي بملحوظية واعتراف في مصر منذ أواسط وحتى أواخر الأربعينات على مؤلفاته الموسيقية المبتكرة وتقنياته في البيانو.

## روابط خارجية
- حليم عبد المسيح الضبع على موقع IMDb (الإنجليزية)
- حليم عبد المسيح الضبع على موقع ميوزك برينز (الإنجليزية)
- حليم عبد المسيح الضبع على موقع قاعدة بيانات برودواي على الإنترنت (الإنجليزية)
- حليم عبد المسيح الضبع على موقع ديسكوغز (الإنجليزية)